# Dumitru Călueanu
Dumitru Călueanu (n. 6 iunie 1934 – d. 2013) a fost un senator român în legislatura 1990-1992 și 1992-1996, ales în județul Galați pe listele partidului PNL. În cadrul activității sale parlamentare, Dumitru Călueanu a fost membru în grupurile parlamentare de prietenie cu Ungaria, Republica Portugheză,  Republica Populară Chineză, Canada, Republica Elenă și Republica Venezuela. Dumitru Călueanu a inițiat o singură moțiune în decursul mandatului său de senator. Dumitru Călueanu a fost profesor universitar în domeniul ingineriei electrice la Universitatea Dunărea de Jos din Galați.